# Isola Griffith (Canada)
L'isola Griffith è un'isola disabitata del territorio di Nunavut, in Canada.

## Geografia
L'isola appartiene al gruppo delle isole della Regina Elisabetta, nell'arcipelago artico canadese. A nord-est, l'isola si trova proprio di fronte all'insediamento inuit di Resolute, da cui è separata da un canale chiamato Resolute Passage. A sud si trova invece lo stretto di Barrow e a nord-ovest le piccole isole Browne e Somerville.
La superficie dell'isola è di 189 km², con 18 km di lunghezza e 11 km di larghezza.

## Storia
Nel 1851, il capitano Horatio Austin, mentre era alla ricerca della spedizione perduta del retroammiraglio John Franklin, a bordo della nave Resolute, approdò per la prima volta sull'isola Griffith. Le esplorazioni di quell'inverno (dirette dal secondo in comando George McDougall) inclusero anche la scoperta della baia di McDougall, a nord dell'isola.